# Южноамериканска рибарка
Южноамериканска рибарка (Thalasseus elegans) е вид птица от семейство Чайкови (Laridae). Видът е почти застрашен от изчезване.

## Разпространение
Видът е разпространен в Еквадор, Колумбия, Коста Рика, Мексико, Никарагуа, Панама, Перу, Салвадор, САЩ и Чили.